# J:COMチャンネル
J:COMチャンネル（ジェイコムチャンネル）は、JCOM株式会社（J:COM）のグループ各局が放送している自主制作放送（コミュニティチャンネル、コミュニティ放送）である。チャンネルのキャッチコピーは「ジモト、大好き。J:COMチャンネル」。
放送内容・編成などは基本的に各局ごとに異なるものの、番組は各地域単位で設置されている「メディアセンター」で一括制作されており、ほとんどの番組は同地域内他局で放送されている。
本項では、2011年6月からスタートした2番目のコミュニティチャンネルで、グループ各局で全エリア同一編成を行っている『J:COMテレビ』（ジェイコムテレビ）についても触れることにする。

## 概要
J:COMでは配信の地域性を生かして地域に根ざした有益な情報を放送するため、自主放送として自主制作番組や自治体の番組を一般の放送ほかに放送しており、広告放送を導入している。サービスブランドを「J:COM」に統一してからは、このチャンネルを「J:COMチャンネル」と称している。
J:COMのネットワークを生かして、2010年（平成22年）4月からSD放送で「つながるセブン」をJ:COM 台東のスタジオから全国の各局一斉生放送を始めた。
一方、J:COMの放送ネットワーク基盤を整備し、2011年（平成23年）6月から関東圏内でHD放送のため、2番目のコミュニティチャンネルとして、「J:COMチャンネルHD」を放送開始した。
その後、2012年（平成24年）4月2日、「J:COMチャンネルHD」の配信を北海道から九州まで全グループ各局で開始したため、コミュニティチャンネルは全局的にHD放送2チャンネル（各サブチャンネルあり）体制となった。ただし「J:COMチャンネル」「J:COMチャンネルHD」の両方を指して「J:COMチャンネル」と称する場合と、「J:COMチャンネル」「J:COMチャンネルHD」の内、片方の「J:COMチャンネル」を「J:COMチャンネル」と称する場合があり、どちらを指すのか混乱を招きやすい状態が生じたため、2013年（平成25年）7月1日より「J:COMチャンネル」を「J:COMチャンネル（地域名）」に、「J:COMチャンネルHD」を「J:COMテレビ（J:テレ）」にリニューアルした。
2014年（平成26年）4月1日に、ジャパンケーブルネット（JCN）を合併したことに伴い、同年6月1日付けで、JCNグループ各局の独自編成チャンネルである「JCNチャンネル」を統合した。

## J:COMチャンネル
J:COMグループ局のコミュニティチャンネルであり、放送番組編成は地域局ごとに異なっている。
放送番組編成は全エリア統一であり、一部ショッピング情報なども放送している。深夜のフィラータイムには、全局的にジャパネットたかたのショッピング情報を生放送・再放送で行っている。当初は標準画質の番組だけであったが、各番組のHD化が進んでいる。サブチャンネルではほとんどの局でCSチャンネルのショップチャンネルを組み込んで、同内容を放送している（アナログでは、別チャンネルが割り当てられた）当初はCSチャンネルと異なり標準画質の番組であったが、その後HD化している。
- 札幌・仙台・関東・関西・福岡・北九州・大分エリア:地上デジタル放送11ch
- 下関エリア：地上デジタル放送12ch
- 熊本エリア：地上デジタル放送10ch

## J:COMテレビ
J:COMとしてのコミュニティチャンネルである。メインチャンネルでは各エリア局毎に制作した地域密着型の番組や、J:COM以外のケーブルテレビが制作した番組をセレクトして提供している。この他J:COMサービス案内や、一部ショッピング情報を放送している。サブチャンネルでは、ほとんどの局でCSチャンネルのQVCを組み込んで、全国同じ内容を放送している。
大分ケーブルテレコム（J:COM 大分）では未提供である。
- 札幌・仙台・関東エリア:地上デジタル放送10ch
- 関西・福岡・北九州エリア:地上デジタル放送12ch
- 下関・熊本エリア:地上デジタル放送11ch
- 大分エリア:未提供

## 放送番組

### J:COMテレビで放送されている番組
- 中山秀征の有楽町で逢いまSHOW♪、中山秀征の有楽町で逢いまSHOW♪プラス（ニッポン放送との共同制作）
- 笑福亭鶴光のオールナイトニッポン.TV@J:COM（ニッポン放送の制作協力）
- 柏原芳恵の喫茶☆歌謡界（BS11 イレブンでも放送中）
- 田原俊彦 T-POP!!
- 荻野目洋子の虫はともだち
- 榊原郁恵のミュージック昭和遺産
- 〜週刊シティプロモーション〜ご当地サタデー♪
- 再発見！日本のまつり（旧にっぽんの祭りダイジェスト）

J:COMチャンネルなどで生中継された祭りや花火大会などを60分に編集し放送。一部では前後篇に分かれて放送されていることもある。
- 久野先生の健康体操「全力で、元気にコミット」
- さきどりJ:COM
- スタダゲート
- eee!GAME
- マンガニメっ☆
- アニ☆ステ
- 泉秀樹の歴史を歩く
- 大人の趣味とライフスタイル　（大人の趣味と生活向上◆アクトオンTV制作）
- 週刊 囲碁・将棋　（囲碁・将棋チャンネル制作）
- WWE・ロウスマックダウンダイジェスト
- ご当地VIEW
- テレビショッピング
  - ジュエリー☆GSTV
  - QVC
  - ショップチャンネル
  - ダイレクトテレショップ
- ぐるっと浦安
- SOSに応えよう！ご当地ショッピング
- 地域発!ど・ろーかるNEWS

### J:COMグループ全国共通番組
- にっぽんの祭りダイジェスト

### 札幌エリア
- ギャンブル大帝
- 札幌人図鑑.TV

### 関東エリア
- つながるセブン
- ワンダフルニャンダフル
- 四季食彩

### 関西エリア
- カスタマーねた!ファースト
- 住めばMIYAKO
- 角田信朗のおっさんぽ
- ふわっと欣様
- てんのうじどうぶつえんZOOっとテレビ
- ジモトに乾杯居酒屋礼二